# Új kastély (Hrodna)
A hrodnai Új kastély (belaruszul: Новы замак. lengyelül: Nowy Zamek) műemlék épületegyüttes a fehéroroszországi Hrodna városában. A palotakomplexum a Nyeman folyó egyik jobb parti magaslatára épült, a vele szomszédos dombon áll a Régi kastélyként emlegetett elődje. Az épület egykoron III. Ágost és II. Szaniszló Ágost, a Lengyel–Litván Unió uralkodóinak rezidenciájaként szolgált, valamint 1793-ban itt került megrendezésre a híres grodnói szejm, amely jóváhagyta Lengyelország felosztását.

## Története
A Régi kastély, amely számos rutén, lengyel és litván uralkodónak, köztük Báthory István erdélyi fejedelemnek és lengyel királynak a székhelyeként szolgált, a 18. század elején a nagy északi háború idején a svéd megszállás alatt súlyos károkat szenvedett. Az uralkodók ugyan helyreállíttatták, ám a kis méretű épület helyett egy nagyobb és díszesebb rezidenciát építtettek a szomszédos dombra, a két kastélyt pedig egy 3 boltíves ívhíddal kötötték össze vele. Ez a több mint 300 éves híd az egyik legrégebbi fennmaradt híd a mai Fehéroroszország területén. 
A palotaegyüttest a neves szász építész, Carl Frederick Pöppelmann tervezte. Az építési munkálatokat 1734 és 1751 között számos más szász építész felügyelete alatt végezték, köztük Johann Friedrich Knöbel és Joachim Daniel von Jauch emelhető ki.
Az első szejmet az Új kastély termeiben 1744-ben tartották. A palota már a 18. század második felében részben leégett, amint azt az egy korabeli leltár is megjegyzi. A palota homlokzatának tengelyén végzett felújítás és bővítés során az 1750–1752-es években téglalap alaprajzú barokk kápolnát építettek Joachim Daniel von Jauch tervei alapján, az épületet végül Knöbel fejezte be, és Nagy kápolnának nevezték el. A kastély végül Giuseppe de Sacco irányításával készült el 1789-ben, és 1797-ig II. Szaniszló Ágost király otthona maradt. 1793. november 23-án az itt tartott grodnói szejm során felszámolták a korábban a nagy szejm által hozott reformokat. Ezt követően Lengyelországot felosztották, város és a kastély így az Orosz Birodalomhoz került.
Az orosz hatóságok az Új kastélyt kórházzá és laktanyává alakították át, nagyrészt tönkretéve annak építészeti kincseit. 1840-ben a barokk Nagy kápolna megsemmisült. 1918-tól a Második Lengyel Köztársaság idején kórház működött benne. Az 1939-es lengyelországi inváziót követően az épületet a Szovjetunió vette át. Miután a Harmadik Birodalom és az 1941 júniusi Barbarossa hadművelet megszakította a Szovjetunióval való szövetséget, az épületet német bombázás rombolta le, mely során az értékes rokokó épületrészek elpusztultak. Miután a város a határ túloldalára került, a szovjetek sietős és meglehetősen felszínes felújítást végeztek rajta, azzal a céllal, hogy a helyi obkom központjává váljon. Az Új kastélyt 1952 után szocialista realista stílusban építették újjá, megváltoztatva a főhomlokzat megjelenését és lebontva az újjáépített Nagy kápolnát, de az oldalszárnyak részben megtartották barokk megjelenésüket. A Szovjetunió idején az épületben a Szovjetunió Kommunista Pártjának regionális bizottsága működött. A Szovjetunió felbomlását követően Fehéroroszországhoz került, ekkor az épületben múzeumi kiállításokat helyeztek el. 1993 óta a Hrodnai Állami Történeti és Régészeti Múzeumnak ad otthont. 
1994-ben, a Kościuszko-felkelés 200. évfordulóján Tadeusz Kościuszko tiszteletére emléktáblát helyeztek el a kastély falán, amely emléket állít a haditanácsnak, amelyet a nemzeti hős hadvezér 1794. október 30-án tartott a királyi rezidenciában. 2013-ban a III. Ágost korabeli barokk címerkartusz visszahelyezték a kastély homlokzatára, amelyet még 1858-ban bontottak ki az épületből az oroszok, amikor azt katonai célokra átalakították. Stanisławowo Sołtan jóvoltából a történelmi jelentőségű emléket sikkerült megőrizni, mivel azt Brzostowica Mała-i birtokára szállíttatta. 1923-ban a Grodnói Történelmi és Régészeti Múzeum alapítója, Józef Jodkowski szállíttatta a barokk alkotást Grodnóba, amely aztán a múzeum területén maradt egészen a visszahelyezéséig.

## Galéria

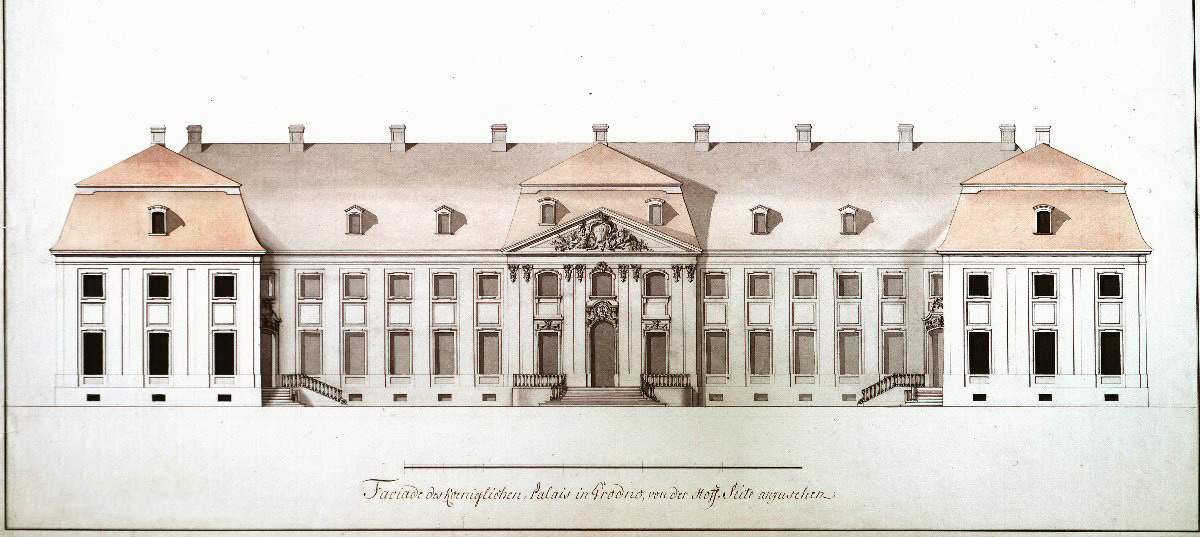
Az eredeti rokokó főhomlokzat
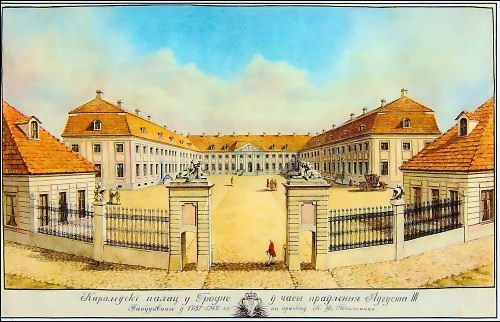
A díszudvar
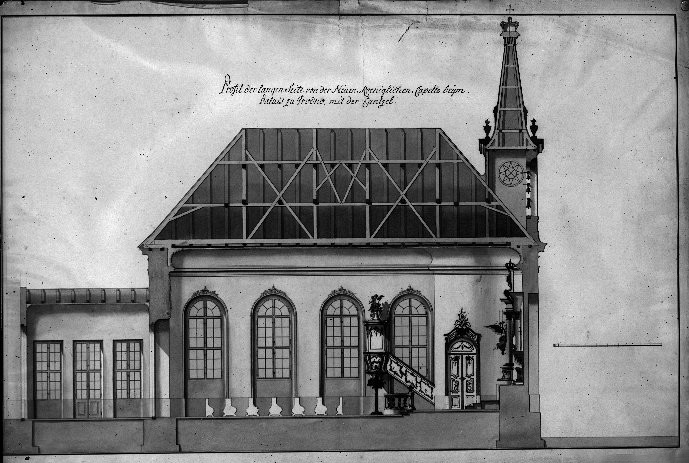
A lerombolt kápolna
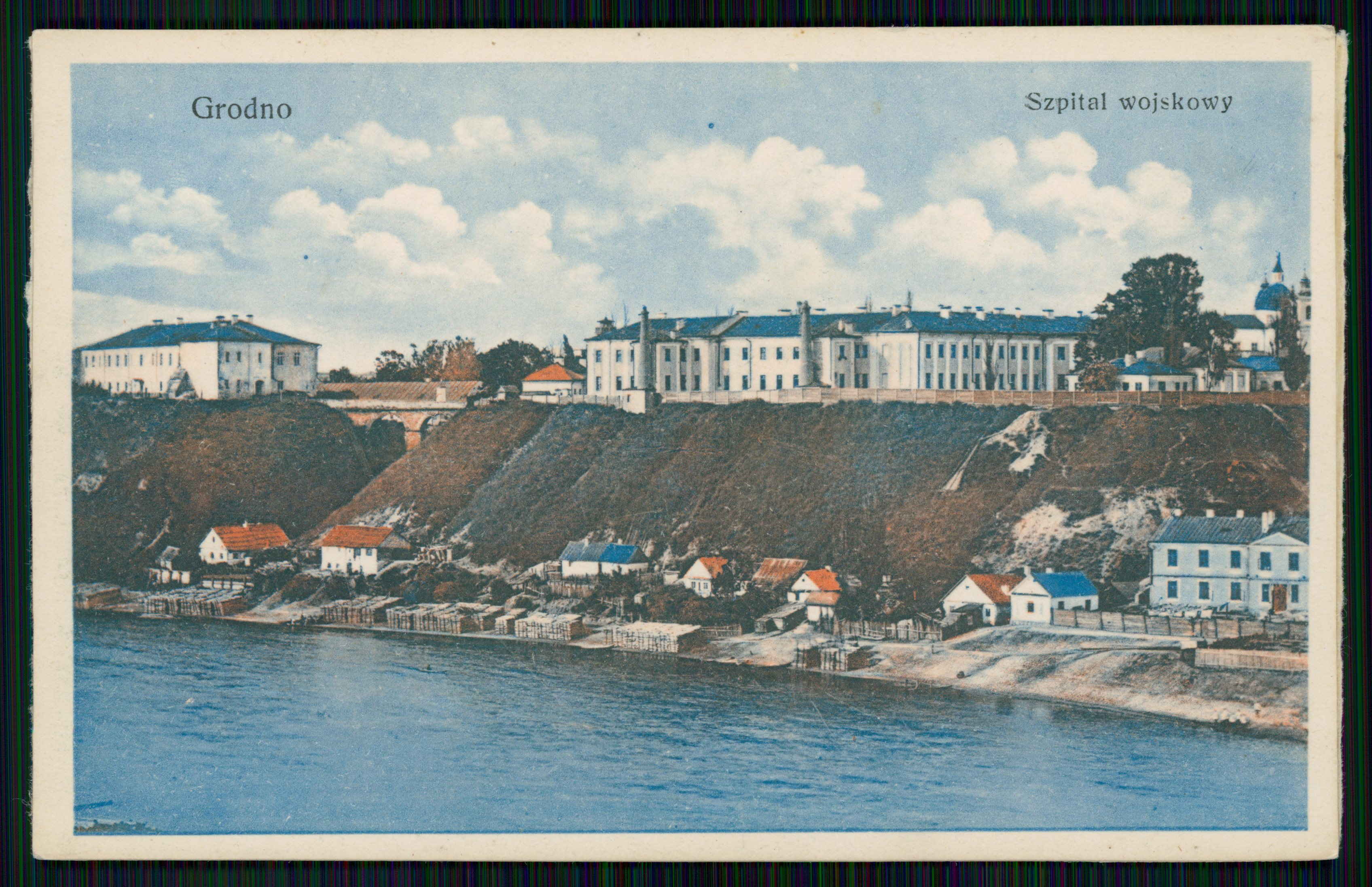
A kastély a 20. század elején
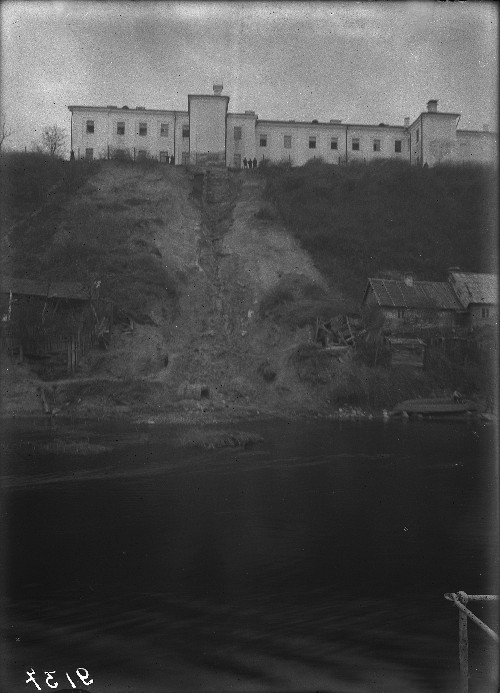
Lengyelország részeként partfalomlás után
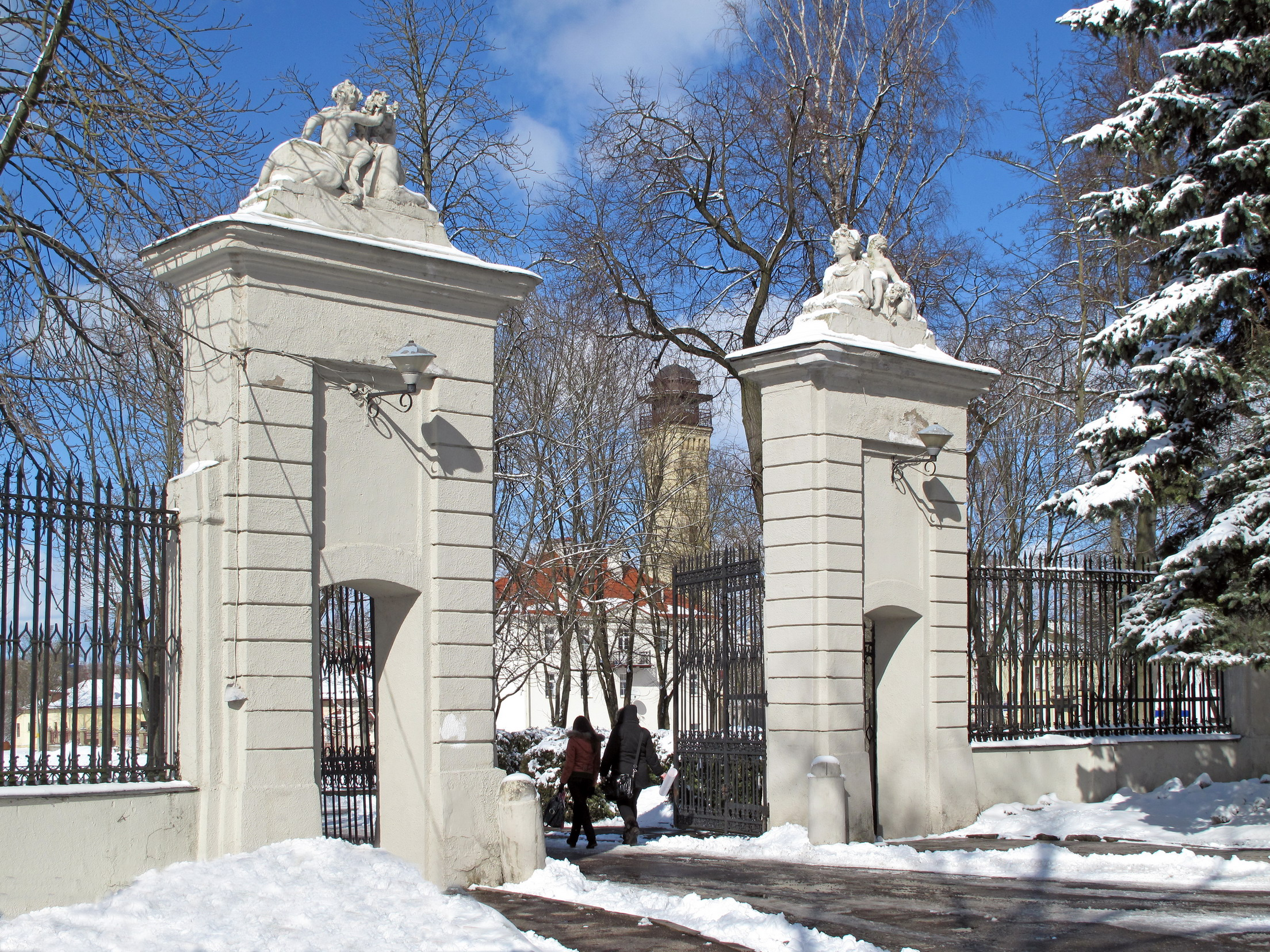
A fennmaradt barokk kapu
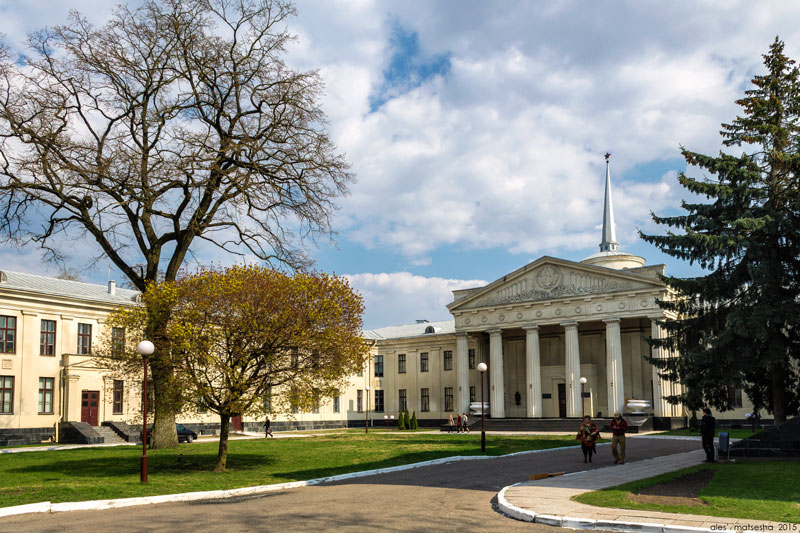
A sztálinbarokk udvari homlokzat
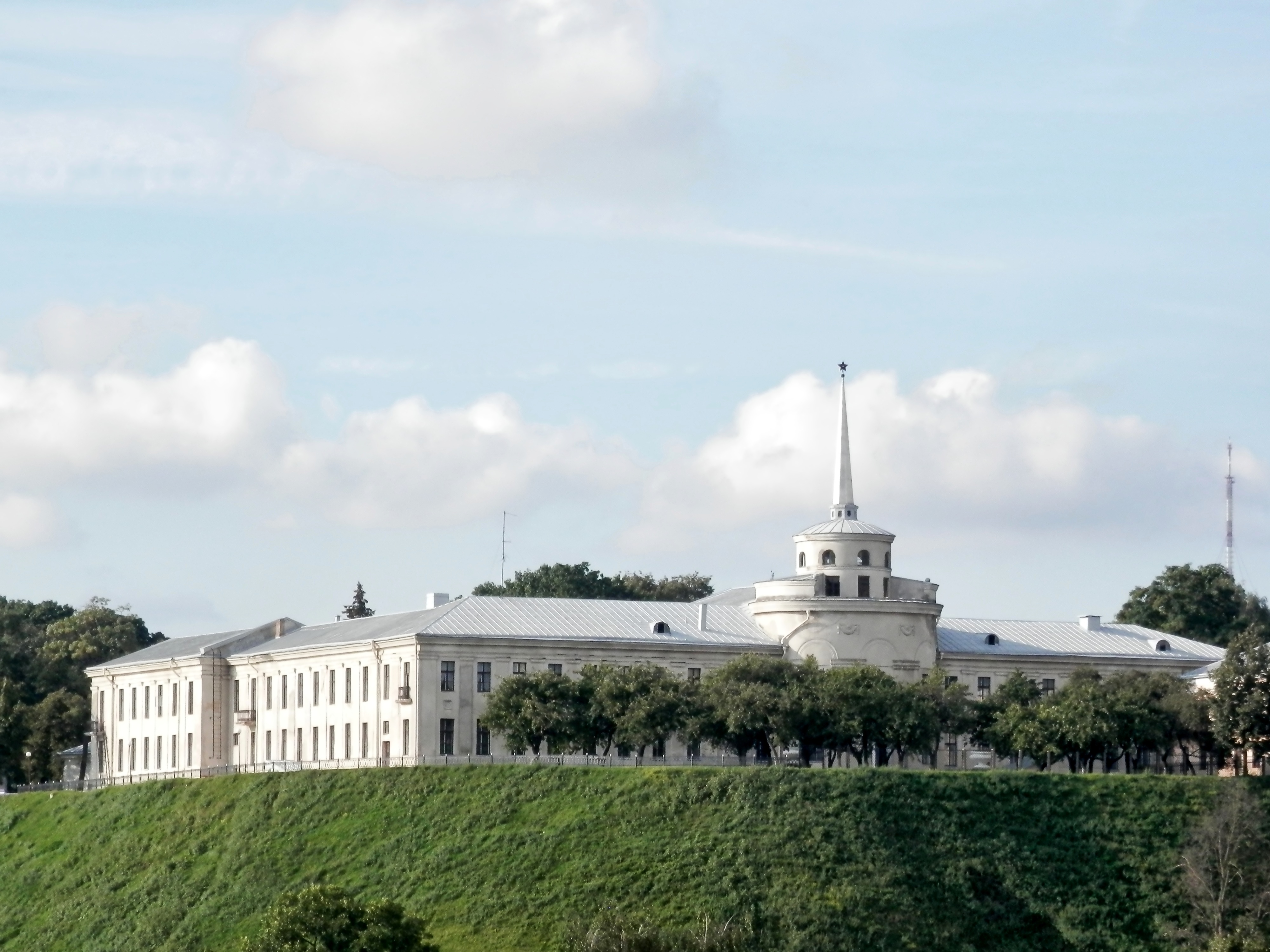
A teljesen átalakított főhomlokzat
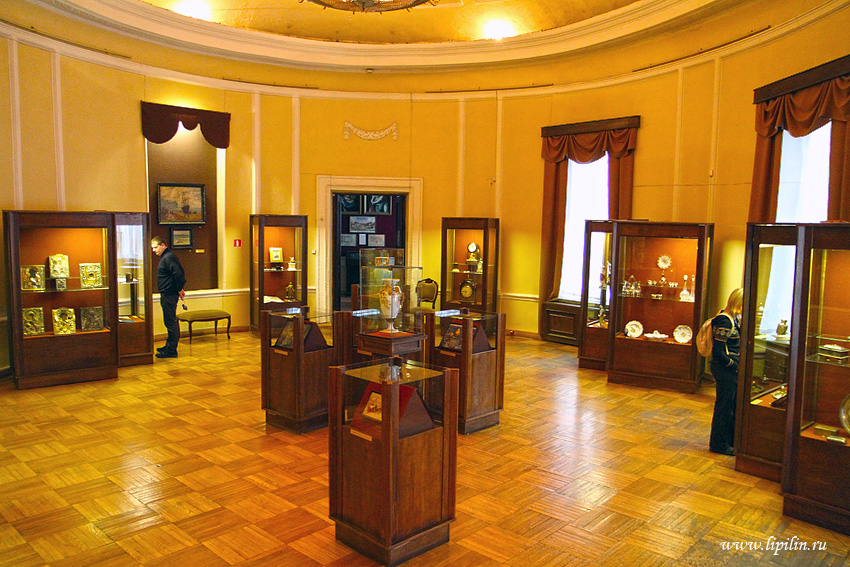
Kiállítás a kastély belsejében
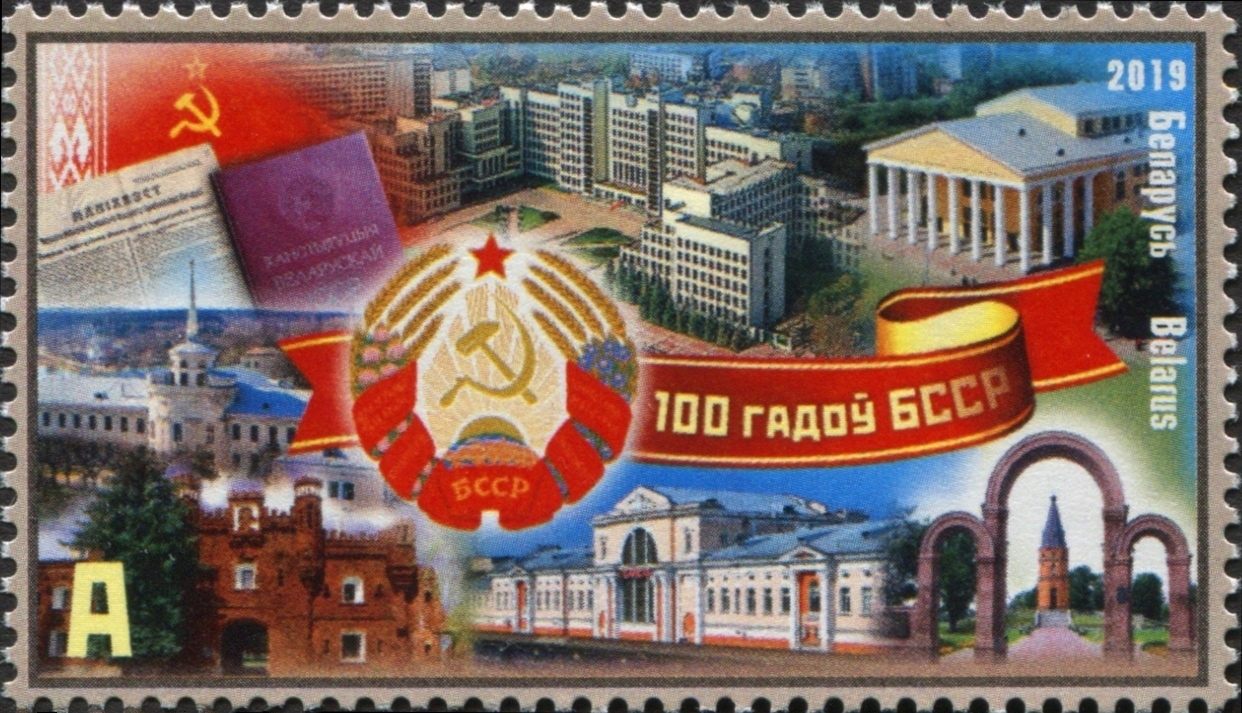
A Belarusz SZSZK megalakulásának 100. évfordulójáról megemlékező fehérorosz bélyegen (2019)

## Fordítás
- Ez a szócikk részben vagy egészben  a   New Grodno Castle című angol Wikipédia-szócikk ezen változatának fordításán alapul.  Az eredeti cikk szerkesztőit annak laptörténete sorolja fel. Ez a jelzés csupán a megfogalmazás eredetét és a szerzői jogokat jelzi, nem szolgál a cikkben szereplő információk forrásmegjelöléseként.